# Mopalia porifera
Mopalia porifera är en blötdjursart som beskrevs av Henry Augustus Pilsbry 1893. Mopalia porifera ingår i släktet Mopalia och familjen Mopaliidae. Inga underarter finns listade i Catalogue of Life.